# ريني بيريرا
ريني بيريرا هو سياسي برازيلي، ولد في 13 يناير 1970 في Santo Antônio do Sudoeste ‏ في البرازيل. نشط حزبياً في الحزب الاشتراكي البرازيلي. وقد انتخب عمدة.